# Agrilus giesberti
Agrilus giesberti é uma espécie de inseto do género Agrilus, família Buprestidae, ordem Coleoptera.
Foi descrita cientificamente por Hespenheide in Hespenheide & Bellamy, 2009.